# Nutrigenomika
Nutrigenomika – dział nauki zajmujący się badaniem wpływu składników żywności na regulację ekspresji genów, które mogą warunkować m.in. występowanie stanu zdrowia lub choroby. Jednym z celów nutrigenomiki jest opracowanie indywidualnej diety zmniejszającej ryzyko wystąpienia choroby i poprawiającej stan zdrowia poszczególnych osób i społeczeństw. Termin nutrigenomika często jest mylony z terminem nutrigenetyka.
Nutrigenomika jest nauką interdyscyplinarną obejmującą genetykę, żywienie molekularne, biologię molekularną, farmakogenomikę, medycynę molekularną i bioinformatykę. Aplikacyjny charakter nutrigenomiki uzależniony jest głównie od rozwoju narzędzi bioinformatycznych, umożliwiających analizę i prezentację licznych, powiązanych ze sobą danych biologicznych, generowanych w ramach prowadzonych prac badawczych. Narzędzia te wykorzystywane są do identyfikacji nowych genów, białek, badania mechanizmu choroby, a także interakcji gen-składnik pożywienia.